# Wilhelm von Wickede
Wilhelm von Wickede (* 5. Dezember 1830 in Güstrow; † 28. November 1895 in Berlin) war ein deutscher Vizeadmiral.

## Schleswig-Holsteinischer Krieg (1848–1851)
Wickede stammte aus der alten Lübecker Patrizierfamilie Wickede und trat zunächst als Schiffsjunge in den Dienst der hamburgischen Handelsflotte. 1849 trat er, nachdem dänische Schiffe die Elbe blockiert hatten, als Seejunker in die Marine Schleswig-Holsteins ein und nahm an Seegefechten gegen dänische Schiffe während des Schleswig-Holsteinischen Kriegs (1848–1851) teil. Er verließ diese Marine am 20. März 1850.

## Österreichische Dienste
Schon am 27. März 1850 trat Wickede als Marinekadett in österreichische Dienste. Dort durchlief er eine regelmäßige Offizierslaufbahn und wurde wie folgt befördert:
- 1851: Fregattenfähnrich
- 1854: Linienschiffsfähnrich
- 1857: Fregattenleutnant
- 1860: Linienschiffsleutnant
- 1866: Korvettenkapitän

Wickede diente in verschiedenen Funktionen auf einer Anzahl von Schiffen und führte auf mehreren das Kommando. Bereits 1852 und 1853 wurde er als Kommandant der Pénichen Sireno und Amazone eingesetzt. 1859 übernahm er bei der Blockade Venedigs durch Frankreich das Kommando der „Goelette“ (Fregatte) Aretusa. 1860 befehligte er das Lagunenboot Pelikan, später die Raddampfer Curtatone und Andreas Hofer und das Kanonenboot Sansego. In der Seeschlacht von Lissa am 20. Juli 1866 war er Kommandant des Kanonenboots Dalmat. 1867 beteiligte er sich an der Verfolgung von Piraten in der Ägäis. Mehrere Jahre lang war er Ordonnanzoffizier des Erzherzogs Maximilian. Im Frühjahr 1868 reiste er im Sonderauftrag der Präsidialkanzlei nach England und ließ sich am 20. Juli 1868 aus der österreichischen Marine beurlauben.

## Marine des Norddeutschen Bundes
Am 3. September 1868 trat Wilhelm von Wickede als Korvettenkapitän in die Marine des Norddeutschen Bundes ein. Er war zunächst bis Februar 1869 Hafenmajor in Kiel, bevor er bis zum Oktober 1869 auf die Panzerfregatte König Wilhelm versetzt wurde. Nach kurzem Dienst im Stab der Marinestation der Ostsee kehrte er im April 1870 als Erster Offizier auf dieses Schiff zurück. Daran anschließend übernahm er im Mai 1871 das Kommando über die Brigg Musquito, die als Schulschiff diente.

## Kaiserliche Marine
Nach der Reichsgründung 1871 entstand aus der Marine des Norddeutschen Bundes die Kaiserliche Marine. Wickede wurde 1872 Lehrer an der Marineakademie und verrichtete parallel mehrere Nebenaufgaben, wie das zu jener Zeit üblich war. So kommandierte er zeitweise die Gedeckte Korvette Vineta und wurde am 2. Mai 1874 zum Kapitän zur See befördert. 1875 war er zugleich Kommandant der Segelfregatte Niobe. Es folgte eine Zeit als Kommandeur der II. Werftdivision (1875/76) und als Kommandant der Gedeckten Korvette Elisabeth (1876–78), die im Auslandsdienst eingesetzt war. Während dieser Zeit war Wickede zugleich dienstältester Offizier der Ostasiatischen Station (1877) und später (1878) Kommodore eines Geschwaders vor Nicaragua. In dieser Funktion gelang es ihm, in Corinto (Nicaragua) die sogenannte Eisenstuck-Affäre beizulegen.
Nach der Rückkehr und kurzem Urlaub war Wilhelm von Wickede ein weiteres Mal an der Marineakademie tätig, bevor er schon im März 1879 das Kommando über die Panzerkorvette Sachsen und bereits im Mai 1879 der Panzerfregatte Preußen übernahm. Im Herbst 1879 kehrte er in den Stab des Chefs der Marinestation der Ostsee zurück und führte 1880 erstmals das jährlich von Mai bis September zusammengestellte Übungsgeschwader der Marine. Diese Aufgabe wurde ihm in den folgenden Jahren mehrfach übertragen.
Am 17. September 1881 wurde Wickede zum Konteradmiral und 1885 zum Vizeadmiral befördert. Er war von 1883 bis 1887 Chef der Marinestation der Ostsee und arbeitete unter dem Chef der Admiralität Albrecht von Stosch einen erweiterten Entwurf für die Seetaktik aus.
Fünf Jahre hindurch leitete Wickede die jährlichen großen Geschwaderübungen und Seemanöver der deutschen Flotte, ließ sich jedoch 1887 wegen einer Krankheit vom Dienst freistellen. Wahrer Hintergrund seiner zur Ruhesetzung waren jedoch Auseinandersetzungen mit Admiral von Stosch und dessen Nachfolger Caprivi über die Ausbildung und den Einsatz von Kriegsschiffen im Handelskrieg. Wickede lehnte es ab, militärisch-formale Ausbildung zulasten fachlicher Anteile gehen zu lassen. Zusammen mit dem Chef der Marinestation der Nordsee, Vizeadmiral Graf Monts lehnte er gegenüber Caprivi zudem den Handelskrieg als Seeräuberei ab.
Wilhelm von Wickede starb am 28. November 1895 in Berlin.